# Máquina de secar roupa
A secadora de roupas, secador de roupa, máquina de secar roupa ou, simplesmente, secadora ou secador é um eletrodoméstico usado para secar roupas molhadas. É muito útil em locais com grande umidade ou onde a incidência do sol seja difícil, sendo um equipamento prático.